# Публий Лентул
Публий Лентул (на латински: Publius Lentulus) e римски сенатор, който преди времето на управителя на Юдея Пилат Понтийски, пише писмо от Иерусалим с външното описание на Исус Христос.
В книгата на монаха Лудолф от Саксония Vita Christi (Vita Jesu Christi e quatuor Evangeliis et scriptoribus orthodoxis concinnata) от 1348 – 1368 г. (Кьолн, Cologne, 1474) е публикувано писмото на Лентул.

## Автентичност
Писмото на Лентул се разглежда като апокрифно по редица причини. Не е известен управител на Йерусалим или прокурист на Юдея, с името Публий Лентул, и римски управител не би адресирал писмо до Сената, представено по този начин. Въпреки това, в „Res Gestae Divi Augusti“, Публий Лентул фигурира като римски консул по времето на царуването на Август (27 пр.н.е.-14 АД). Също така, един римски представител не би използвал изразите „пророк на истината“, „синове на човек“ или „Исус Христос“. Последните две названия са еврейски идиоми, а третото название е взето от Новия завет. Следователно писмото написано от римски управител, дава описание на Исус сходно с Християнското разбиране.